# Международная ассоциация детской и подростковой психиатрии
Международная ассоциация детской и подростковой психиатрии и смежных специальностей (IACAPAP) — неправительственная международная ассоциация, профессиональная организация, под эгидой которой объединяются как ассоциации и общества, так и индивидуальные члены, занимающиеся проблемами охраны психического здоровья детей и подростков по всему миру.
IACAPAP защищает интересы больных детей и их семей на национальном и международном уровне через ассоциации, входящие в неё, а также благодаря своим связям, в том числе, со Всемирной Организацией Здравоохранения и Всемирной Психиатрической Ассоциацией, и имеет своей целью смягчение неравенств любого рода, влияющих на здоровье и развитие детей.

## История
В 1935 году группа детских психиатров приступила к работе по созданию и расширению связей между психиатрами, работавшими в новой области медицины — детской психиатрии, несмотря на последующую социальную и политическую нестабильность, вызванную Второй мировой войной. Пионерами этого направления были Жорж Хойер (Georges Heuyer, Франция), Мориц Трамер (Moritz Tramer, Швейцария), Пауль Шредер (Paul Schröder, Германия), Carlos de Sanctis (Италия), Ник Ваал (Nic Waal, Норвегия) и Эммануэль Миллер (Emanuel Miller, Великобритания). То, что сейчас называется IACAPAP, появилось в 1937 году под названием Международный Комитет по Детской Психиатрии. Жорж Хойер, который тогда возглавлял Clinique Annexe de Neuropsychiatrie Infantile в Париже, был инициатором и возглавил первый конгресс в Париже в 1937 году, который носил официальное название Первая Международная Конференция по Детской Психиатрии. Вместе с Жоржем Хойером и Морицем Трамером, занимался организацией этого конгресса, в котором приняли участие делегаты из 26 стран, преимущественно европейских. После окончания Второй мировой войны, спустя 10 лет после первого конгресса, состоялся второй международный конгресс в Лондоне в 1948 году. В ходе его проведения Международный Комитет был переименован в Международную Ассоциацию Детской Психиатрии (IACP), членами которой стали почти 30 национальных обществ. Все страны имели доступ к участию в IACP, однако, была создана мандатная комиссия для подтверждения квалификации каждого обратившегося кандидата.
Название Ассоциации вновь было изменено на конгрессе в Лиссабоне в 1958 году, на этот раз она приобрела название Международная Ассоциация Детской Психиатрии и Смежных Специальностей (IACP&AP). Так продолжалось до 9 Конгресса (Мельбурн, Австралия, 1978 год), где подростковая психиатрия была включена в официальное название: Международная Ассоциация Детской и Подростковой Психиатрии и Смежных Специальностей (IACAPAP). В 1954 году Ассоциация была официально учреждена в Массачусетсе как организация, освобожденная от уплаты налогов. В настоящий момент IACAPAP зарегистрирована в Женеве, Швейцария, в качестве неправительственной организации, структурированной как корпорация и наделенной правами юридического лица согласно 60 статьям Гражданского Кодекса Швейцарии и Конституции.

## Членство и Структура
Членство подразделяется на 3 категории: полные члены (в настоящий момент около 60 национальных обществ детских и подростковых психиатров и смежных специалистов в области психического здоровья со всех континентов), аффилированное членство (прочие организации) и индивидуальное членство.
Исполнительный Комитет (совет) избирается сроком на 4 года и состоит из: президента, генерального секретаря и казначея (совместно с прошлым президентом они формируют Бюро) и 9 вице-президентов, при выборе которых учитываются гендерные, географические, культурные и профессиональные параметры для обеспечения максимальной репрезентативности.

## Всемирные Конгрессы
Ассоциация организует международные конгрессы раз в 2-4 года, в зависимости от обстоятельств. Генеральная Ассамблея собирается раз в 4 года в период проведения конгресса. Очередной 21 конгресс должен пройти в Дурбане, Южная Африка, в 2014 году. Список прошедших международных конгрессов можно найти на сайте.
В последнее десятилетие IACAPAP расширяет свою деятельность в странах с низким уровнем доходов по таким направлениям, как членство, активизация работы и образовательная деятельность.

## Прочая Образовательная Деятельность
Исследовательские группы. Ассоциация, при поддержке членов Исполнительного Комитета, международных экспертов и местного преподавательского состава, занимается созданием рабочих групп, призванных стимулировать развитие служб охраны психического здоровья детей в странах со слабо развитой системой помощи детям, таких как, например, страны бывшего Советского Союза, Кения и Нигерия.
Стипендиальная программа имени Дональда Коэна. Данная программа реализуется с 2004 года в виде поддержки участия молодых перспективных специалистов со всего мира, в основном из стран с низким уровнем дохода, в конгрессах IACAPAP, а также предлагает кураторские программы для их дальнейшего обучения, налаживания контактов и расширения взаимодействия с мировым психиатрическим сообществом.
Исследовательский Helmut Remschmidt Семинар. Работа Исследовательского Helmut Remschmidt Семинара началась в 1998 году с целью оказания поддержки молодым специалистам в области психического здоровья детей и подростков, планирующим заниматься научной деятельностью. Структура семинара всегда одинакова. Кандидатуры участников семинара предлагаются президентами национальных организаций.

## Публикации
IACAPAP имеет длительную историю образовательной деятельности в форме публикаций и поддержания работы сайта www.iacapap.org. В 1960-е годы научный журнал Acta Paedopsychiatrica служил в качестве официального печатного органа IACAPAP . В настоящее время официальным научным журналом IACAPAP стал электронный журнал Детская и Подростковая Психиатрия и Психическое Здоровье. Изначально движущей силой ассоциации было общение и обмен опытом профессионалов, объединенных схожими взглядами и интересами. За время существования ассоциации постепенно несколько сместились акценты, и сегодня формулировка целей ассоциации звучит следующим образом: «Защищать и выступать за продвижение психического здоровья и развития детей и подростков посредством политики, практики и исследований. Поощрять дальнейшее изучение, лечение, помощь и предотвращение психических и эмоциональных расстройств и инвалидности путём вовлечения детей, подростков и их семей в сотрудничество со специалистами таких областей, как детская и подростковая психиатрия, психология, социальная работа, педиатрия, общественное здравоохранение, медсестринское дело, образование и другие смежные дисциплины».
Бюллетень. Ежеквартально IACAPAP публикует Бюллетень, целью которого является информировать членов ассоциации и сообщество в целом о недавних, текущих и будущих мероприятиях IACAPAP, а также о других новостях, значимых для профессионалов в области детского и подросткового психического здоровья по всему миру.
Монографии по вопросам детского и подросткового психического здоровья. С 1970 года Ассоциация опубликовала 18 мультиавторских монографий, как правило, по вопросам, относящимся к теме соответствующего международного конгресса.
Онлайн-руководство. Электронное руководство — IACAPAP Руководство по Психическому Здоровью Детей и Подростков публикуется с 2012 года и существует в свободном доступе на веб сайте, в первую очередь для профессионалов, которые по каким-либо причинам не могут приобрести его в печатном виде.
Декларации и постановления. С 1992 года декларации и постановления охватывали наиболее насущные вопросы, касающиеся развития и психического здоровья детей, где особое внимание уделялось наиболее оптимальным способам их решения. При этом подразумевается, что декларации должны находить широкое распространение и использоваться как документы, направленные на защиту интересов детей. Особое внимание уделяется таким проблемам, как содействие продвижению и обеспечение прав детей и этическим вопросам.